# 伊號第三十九潛艦
伊号第三九潜水舰是大日本帝国海軍的一艘伊一五型潜水舰。

## 舰历
- 1941年 确认在第四次海軍補充計画中建造，在佐世保海軍工廠建造。
- 1943年(昭和17年)4月22日 竣工。 竣工后开始进行训练
  - 8月1日 开始在南太平洋进行通商破坏活动
  - 9月12日 击沉拖船ナヴァジョー。
  - 9月25日 由于在航空攻击中受损，在楚克岛接受修理。
  - 11月25日 在发出敌方舰队攻击的讯息后，最终下落不明。
  - 12月26日 在马金群岛附近海域遭美国海军驱逐舰「ボイド(Boyd)」深水炸弹攻击而沉没。
- 1944年2月20日 确认沉没
  - 4月30日 除籍。